# جورج أندريه
جورج أندريه (بالفرنسية: Georges André )‏ (و. 1889 – 1943 م) هو منافس ألعاب قوى، ومهندس فضاء جوي، ومهندس، وعداء المسافات المتوسطة، ولاعب اتحاد الرغبي، وصحفي، من فرنسا، ولد في الدائرة الثامنة في باريس، شارك في الألعاب الأولمبية الصيفية 1924، والألعاب الأولمبية الصيفية 1920، والألعاب الأولمبية الصيفية 1912، يلعب كجناح ‏، توفي في تونس العاصمة، عن عمر يناهز 54 عاماً.

## التعليم
تعلم في École nationale supérieure de l'aéronautique et de l'espace ‏، والمدرسة العليا للكهرباء.

## روابط خارجية
- جورج أندريه عل موقع إسبنسكروم (الإنجليزية)
- جورج أندريه على موقع اللجنة الأولمبية الدولية (الإنجليزية)
- جورج أندريه على موقع أوليمبيديا (الإنجليزية)